# 16BARS
16BARS (anfangs noch 16bars.de) ist ein 2005 ins Leben gerufenes Online-Rapmagazin, das sich mit Nachrichten rund um den amerikanischen und deutschen Hip-Hop-Kosmos beschäftigt. Der Name leitet sich dabei von der Songstruktur eines Hip-Hop-Songs ab: Ein klassischer Hip-Hop-Text besteht meist aus zwei oder drei Rapstrophen (Parts) mit jeweils 16 Zeilen (Bars), unterbrochen durch einen Refrain mit acht Zeilen (Hook).

## Übersicht
16Bars.de wurde 2005 vom Osnabrücker Ramon Diehl gegründet. Der ursprüngliche Zweck der Website war es dabei als eine Art Hip-Hop-Datenbank zu fungieren. Das Konzept der Seite änderte sich aber schnell und Diehl fing an, die Datenbank zusätzlich mit Nachrichten aus der Hip-Hop-Szene zu füllen.
Erfolgreich wurde 16BARS vor allem durch einen eigenen YouTube-Kanal. Anfangs standen dabei vor allem selbstproduzierte Interviews im Fokus. Im April 2007 wurde durch ein Videointerview mit Sido ein erster Achtungserfolg erzielt.
Seit 2008 entwickelt das Unternehmen auch eigene Videoformate, die sich von herkömmlichen Interviews abgrenzen. Das erste Format hieß „Streetrotation“. Heute zählen „Hotbox“, „Finishing Lines“ und das „Rapquiz“ zu den erfolgreichsten Formaten von 16BARS.
2013 wurde 16BARS um den YouTube-Kanal „zqnce“ ergänzt. Der Kanal sollte nicht nur das Themenfeld Rap behandeln, sondern auch die Themen Gesellschaft, Politik und Unterhaltung abdecken. Erstes und erfolgreichstes Projekt des Kanals war dabei „Shore, Stein, Papier“. In dem Videoblog erzählt der Ex-Drogenabhängige Sick seine Lebensgeschichte. Das Format war so erfolgreich, dass „Shore, Stein, Papier“ auch in Buchform herauskam. Das Buch stand zwischenzeitlich auch auf der Spiegel-Bestsellerliste.
Von 2010 bis 2015 war Visa Vie Moderatorin bei 16BARS. Sie gilt als erste Frau, die sich in der deutschen Hip-Hop-Szene durch ihre Interviews einen Namen gemacht hat. Seit 2017 stehen vor allem Stephanie „Steph“ Karl und Haci Altinpinar für 16BARS vor der Kamera.
Bis heute gilt 16BARS als eines der wichtigsten Medien der deutschen Hip-Hop-Szene.

## Formate

### Streetrotation
Streetrotation ist das erste Format von 16BARS, das sich von herkömmlichen Interviews absetzt. 16 deutsche Rapper sollten dabei 16 Bars in die Kamera rappen. Das ganze wurde bewusst sehr reduziert gefilmt und geschnitten.

### Rapquiz
Das Rapquiz gilt als eines der erfolgreichsten Formate von 16BARS. Dabei treten zwei Rapper in verschiedenen Kategorien gegeneinander an und müssen ihr Wissen im Rapkosmos beweisen. Bisher wurden unter anderem folgende Folgen gedreht:
- Kool Savas vs. Sido (2011)[8]
- Eko Fresh vs. Marcus Staiger (2011)[9]
- RAF Camora vs. MoTrip (2012)[10]
- Cro (Rapper) vs. DCVDNS (2014)[11]
- Kool Savas vs. SidoTeil 2 (2016)[12]

### Hotbox
In Hotbox trafen sich verschiedene Künstler und Künstlerinnen zu einem Interview mit Host Marvin Game. Die Besonderheit des Formats besteht darin, dass die Interviews in einem Auto stattfinden und währenddessen Hotboxing betrieben wird. Bekannte Gästen waren Sido, Marteria, Juju und Olexesh. 2021 wurde das Format nach fünf Jahren und etwa 100 Folgen eingestellt, da sich Marvin Game auf seine eigene Musik konzentrieren wollte.

### Musikvideos
16BARS war auch für die Produktion verschiedener Musikvideos zuständig. Zu den erfolgreichsten gehören:
- Haftbefehl feat. V.A. - Chabos wissen wer der Babo ist (Remix)[15]
- Favorite - Alle Scheiße[16]
- Genetikk - Sorry[17]

## Erfolge
- Nominierung für den deutschen Webvideopreis 2013[18]
- Grimme Online Award 2015 für Shore, Stein, Papier[19]
- Ramon Diehl Platz 4 der Hoffnungsträger der Stadt Osnabrück 2016[20]